# Tommaso Maestrelli
Tommaso Maestrelli (Pisa, Italia, 7 de octubre de 1922 - Roma, Italia, 2 de diciembre de 1976) fue un futbolista y entrenador italiano que jugaba como mediocampista. Es recordado por llevar a la Lazio a su primer título de la Serie A Italiana durante la temporada 1973-74. También jugó con Italia en los Juegos Olímpicos de verano de 1948.

## Biografía
Hijo de un empleado de los Ferrocarriles del Estado, de niño siguió a su padre por diversas ciudades italianas, hasta instalarse en Bari en 1935.
Casado con Angela Lina Barberini (1923-2014), tuvo cuatro hijos: Patrizia Maria, Tiziana y dos gemelos Massimo y Maurizio. Los dos últimos fueron rebautizados agradablemente por los aficionados de la Lazio como "Los dos niños terribles".

## Fallecimiento
Murió en Roma el 2 de diciembre de 1976 tras varios meses de lucha frente a un cáncer de hígado. Está enterrado en el Cementerio Flaminio de Roma.

## Clubes

### Como jugador
| Club          | País   | Año       |
| ------------- | ------ | --------- |
| SS Bari       | Italia | 1938-1948 |
| AS Roma       | Italia | 1948-1951 |
| Lucchese 1905 | Italia | 1951-1953 |
| SS Bari       | Italia | 1953-1957 |

### Como entrenador
| Club         | País   | Año       |
| ------------ | ------ | --------- |
| SS Bari      | Italia | 1963-1964 |
| Reggina 1914 | Italia | 1964-1968 |
| Foggia       | Italia | 1968-1970 |
| SS Lazio     | Italia | 1971-1976 |

## Palmarés

### Campeonatos nacionales
| Título  | Club     | País   | Año     |
| ------- | -------- | ------ | ------- |
| Serie A | SS Lazio | Italia | 1973-74 |